# Нідеркорн
Нідеркорн (фр. Niedercorn, нім. Niederkorn, люксемб. Nidderkuer) - містечко в комуні Дифферданж, кантон Еш-сюр-Альзетт, Люксембург.
Назва містечка походить від назви річки Ш'єр, яка протікає містом, німецькою мовою (нім. Korn).
У 2003—2007 роках у містечку побудували нову лікарню імені Марії-Астрід Люксембурзької (люксемб. Hôpital Princesse Marie-Astrid).
В Нідеркорні базується футбольний клуб Прогрес, який грає у Національному футбольному дивізіоні Люксембургу. Також у містечку знаходиться стадіон «Жос Хопер».